# Cagide
Cagide (llamada oficialmente Santa Cristina de Caxide) es una parroquia y un lugar del municipio español de Parada del Sil, en la provincia de Orense, Galicia.

## Toponimia
La parroquia también es conocida por el nombre de Santa Cristina de Cagide.

## Organización territorial
La parroquia está formada por seis entidades de población:
- Cagide (Caxide)
- Castro
- Coutiño (O Coutiño)
- Couto (O Couto)
- Portela
- Santigueiro

## Demografía

### Parroquia
| Gráfica de evolución demográfica de Cagide (parroquia) entre 2000 y 2023 |
|                                                                          |
| Datos según el nomenclátor publicado por el INE.                         |

### Lugar
| Gráfica de evolución demográfica de Cagide (lugar) entre 2000 y 2023 |
|                                                                      |
| Datos según el nomenclátor publicado por el INE.                     |